# Szemnán
Szemnán (Perzsa سمنان) észak-iráni város Szemnán tartományban. Lakossága 119 778 fő (2005). A hasonló nevű tartomány székhelye.

## Fekvése
Szemnán 1,138 méterrel a tengerszint felett fekszik, az Elbrusz hegység déli lábainál. A város a gabona és a gyapot helyi piacaként funkcionál.

## Története

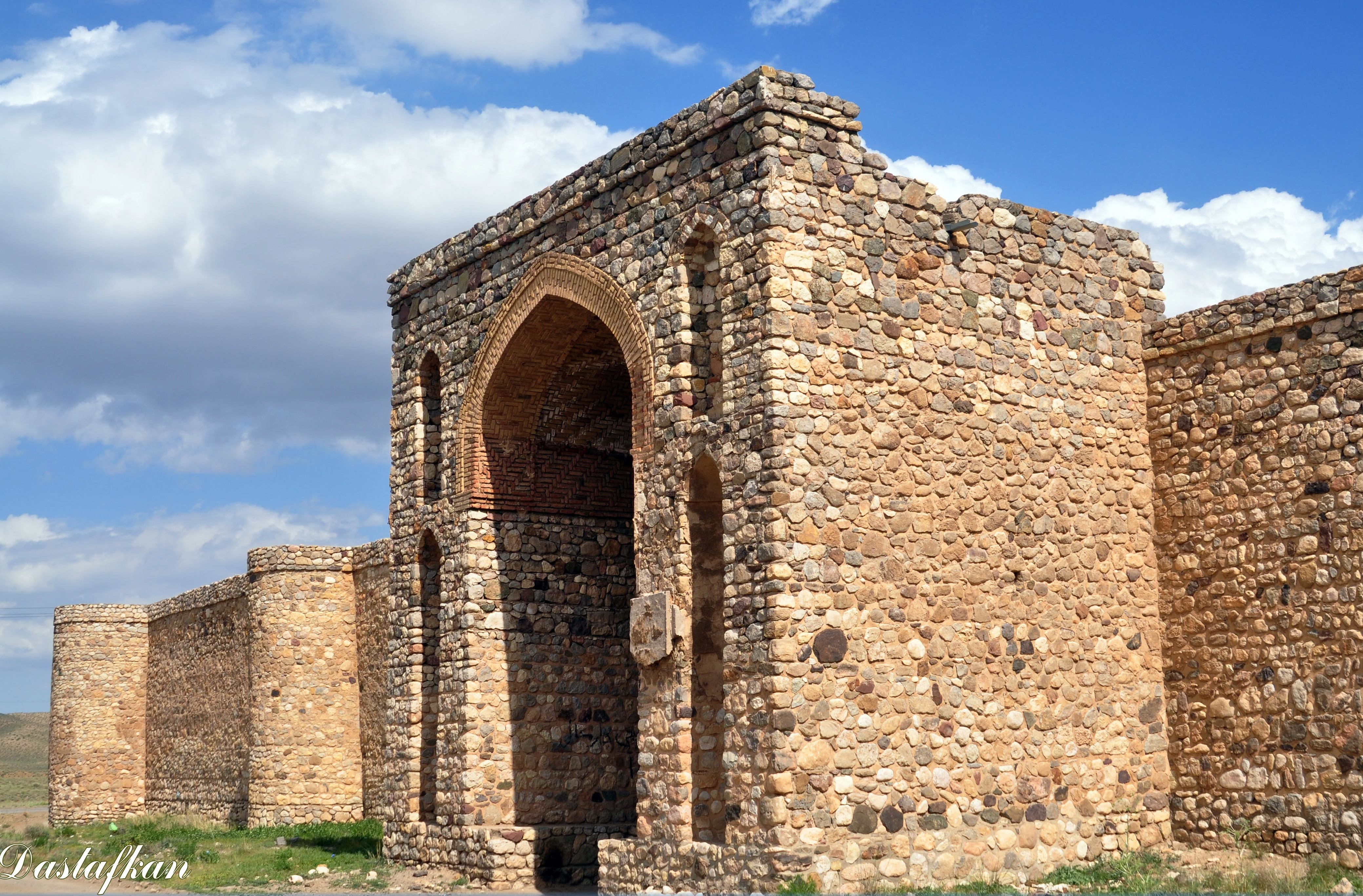

Az itt található oázis már a korai időkben is lakott hely volt, minek köszönhetően ma a régészek egyik Mekkájának számít.
Az arab uralom kezdete, 739 óta áll itt a Szarabeh erőd. A dzsámit pedig a 17. században építették, de a szeldzsuk időkből, a 11.-12. századból is fennmaradt egy minaretje. A Sah mecsetet pedig a 19. században Fát Ali sah építtette.
Szemnán termékeny oázisának köszönheti, hogy a főváros egyik gyümölcs- és zöldségellátójává vált. A város történetében fontos szerepe volt a textilfeldogozásnak és a szőnyegkészítésnek, de manapság egyre inkább az autópiar (autó és kerékpár) játssza a főbb szerepet. Szemnán mindig is fontos állomás volt Teherán (220 km) és Meshed (685 km) között, ma e két várost vonattal és közúton is el lehet érni innen.
A várostól nyugatra terül el Maleh, ami egy külön része Szemnánnak. A helyi nyelvben az ott élőket malezs-nek hívják. Maleh-nek három része van: Kuery (Kodivar), Kushmaqaan és Zavaqaan.

## Galéria

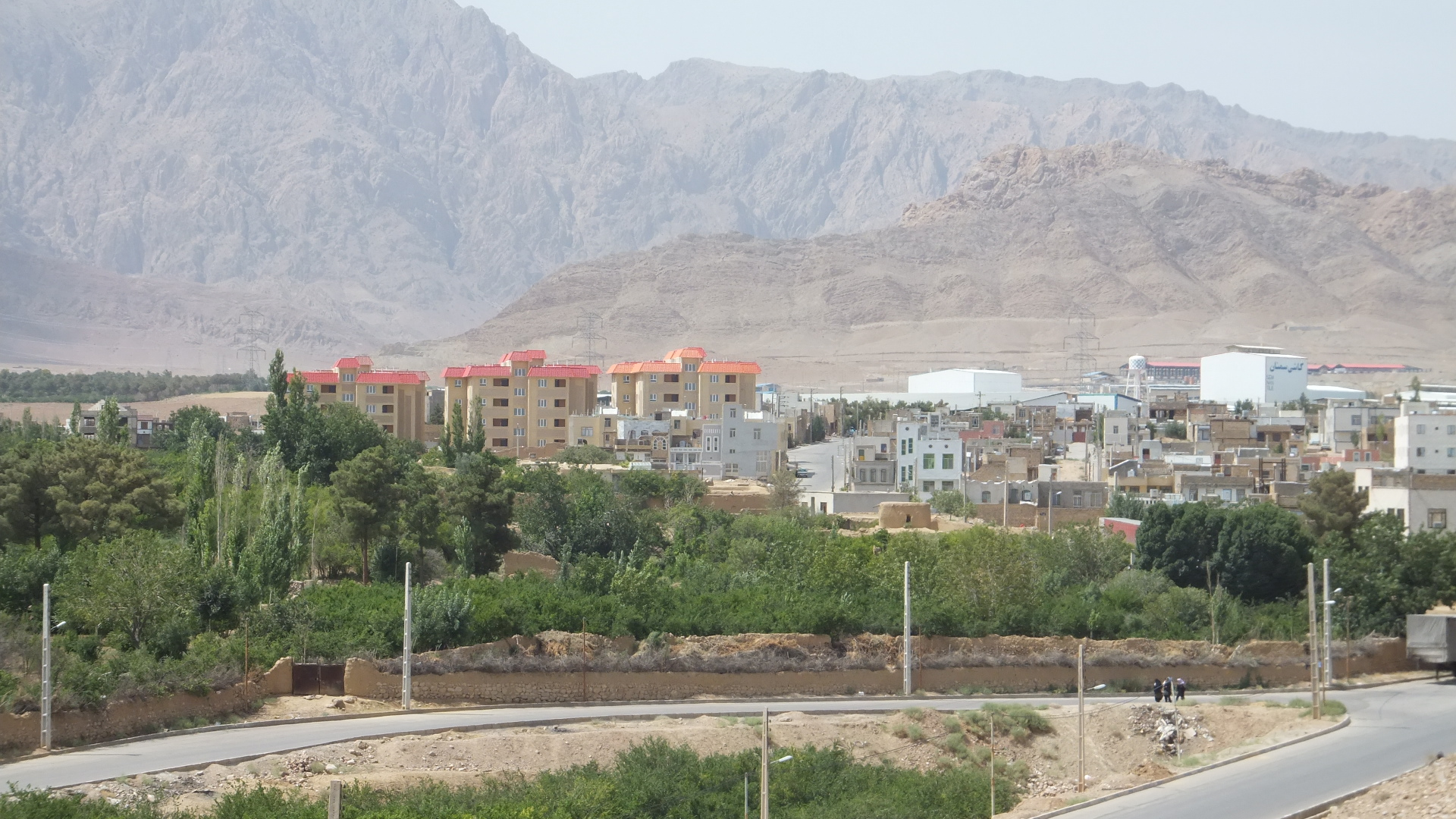
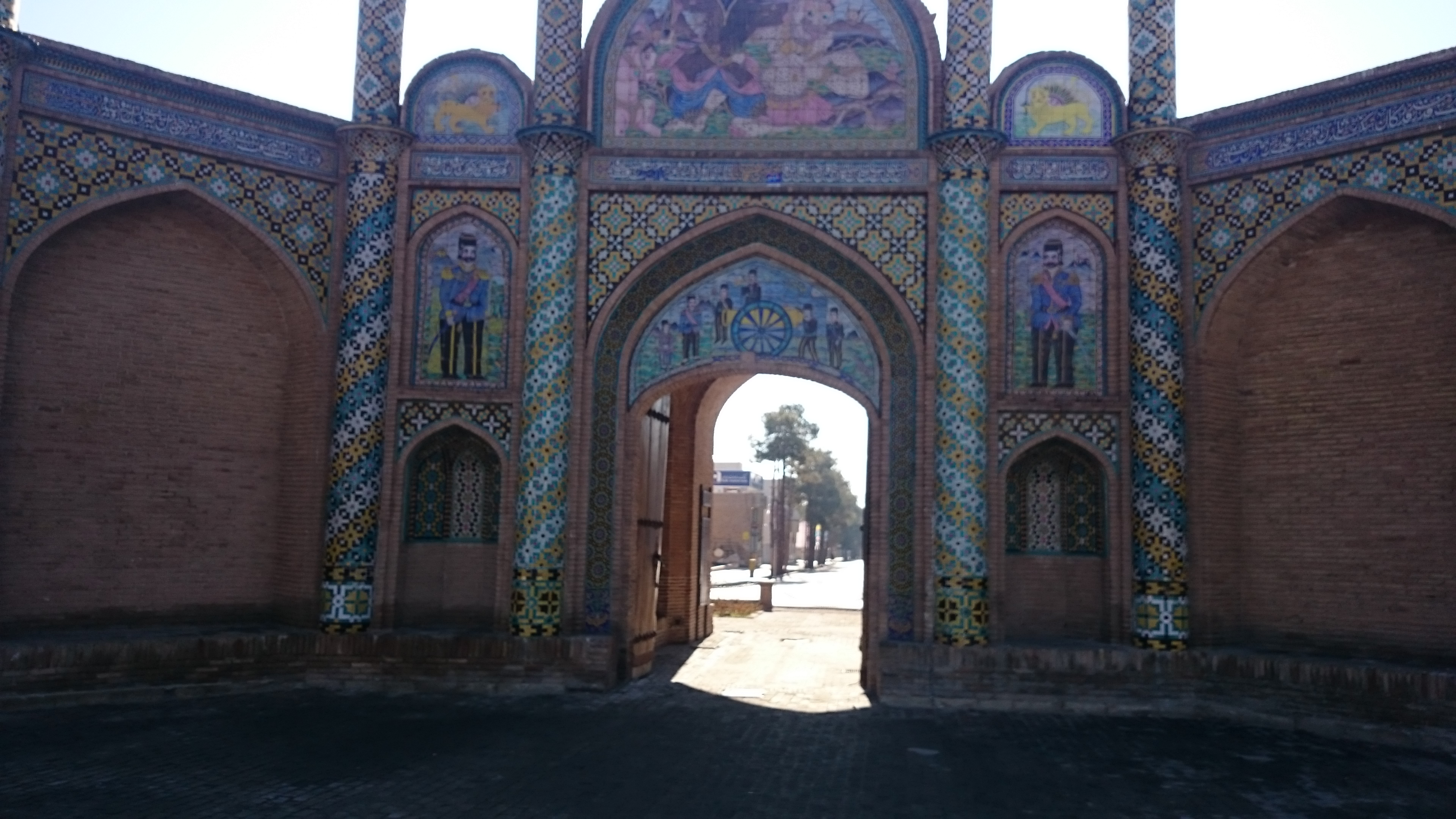
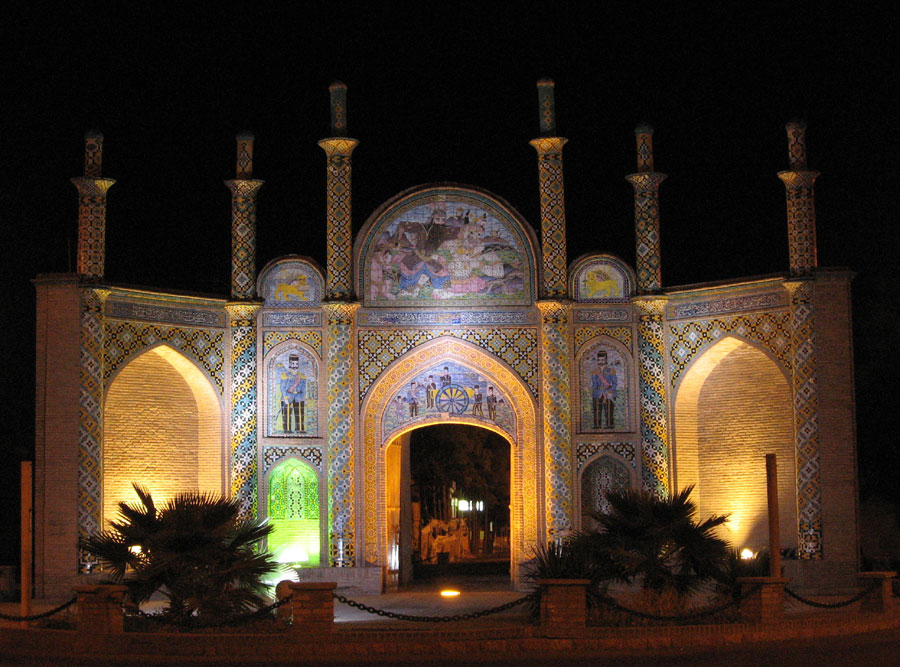
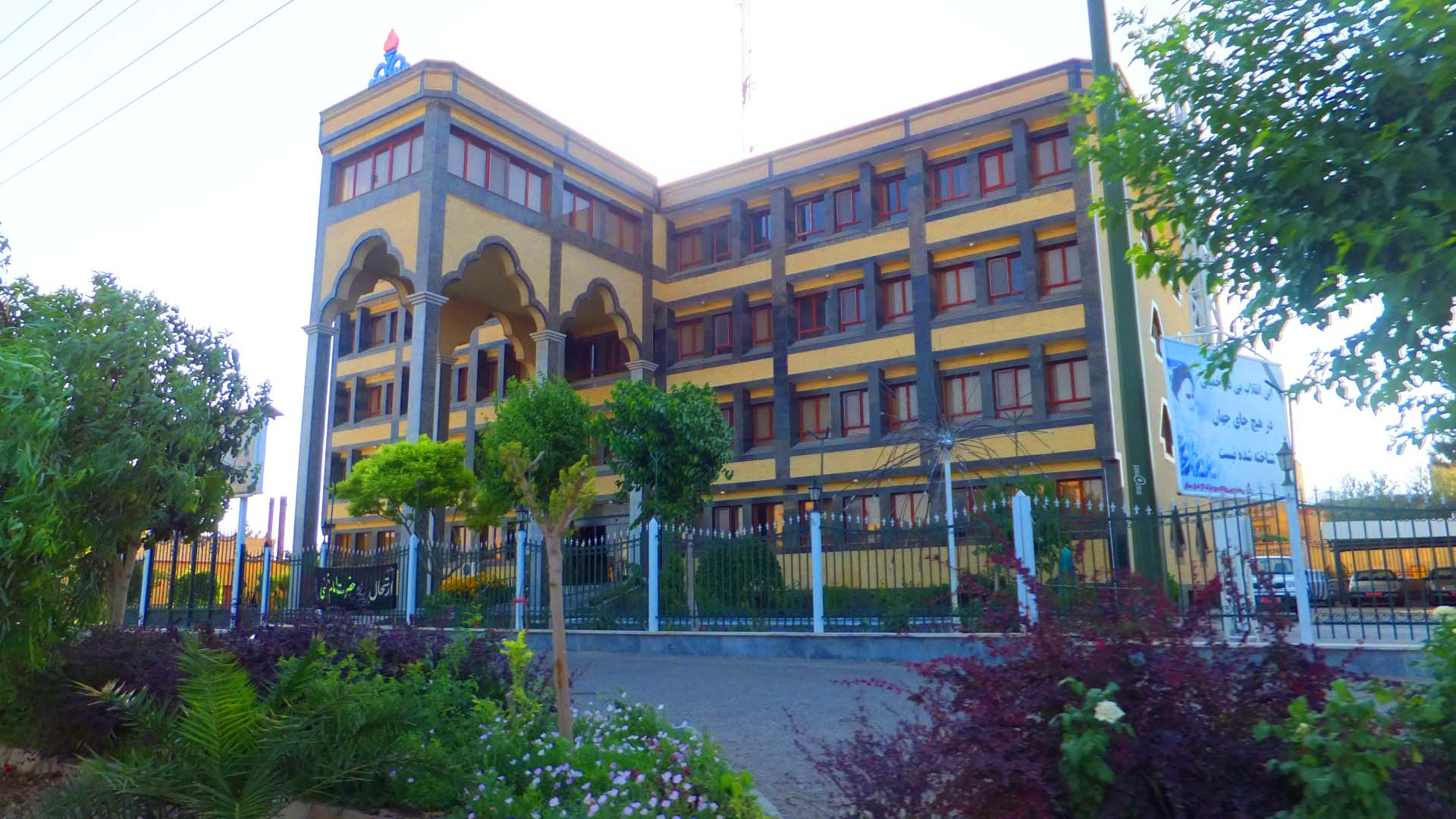
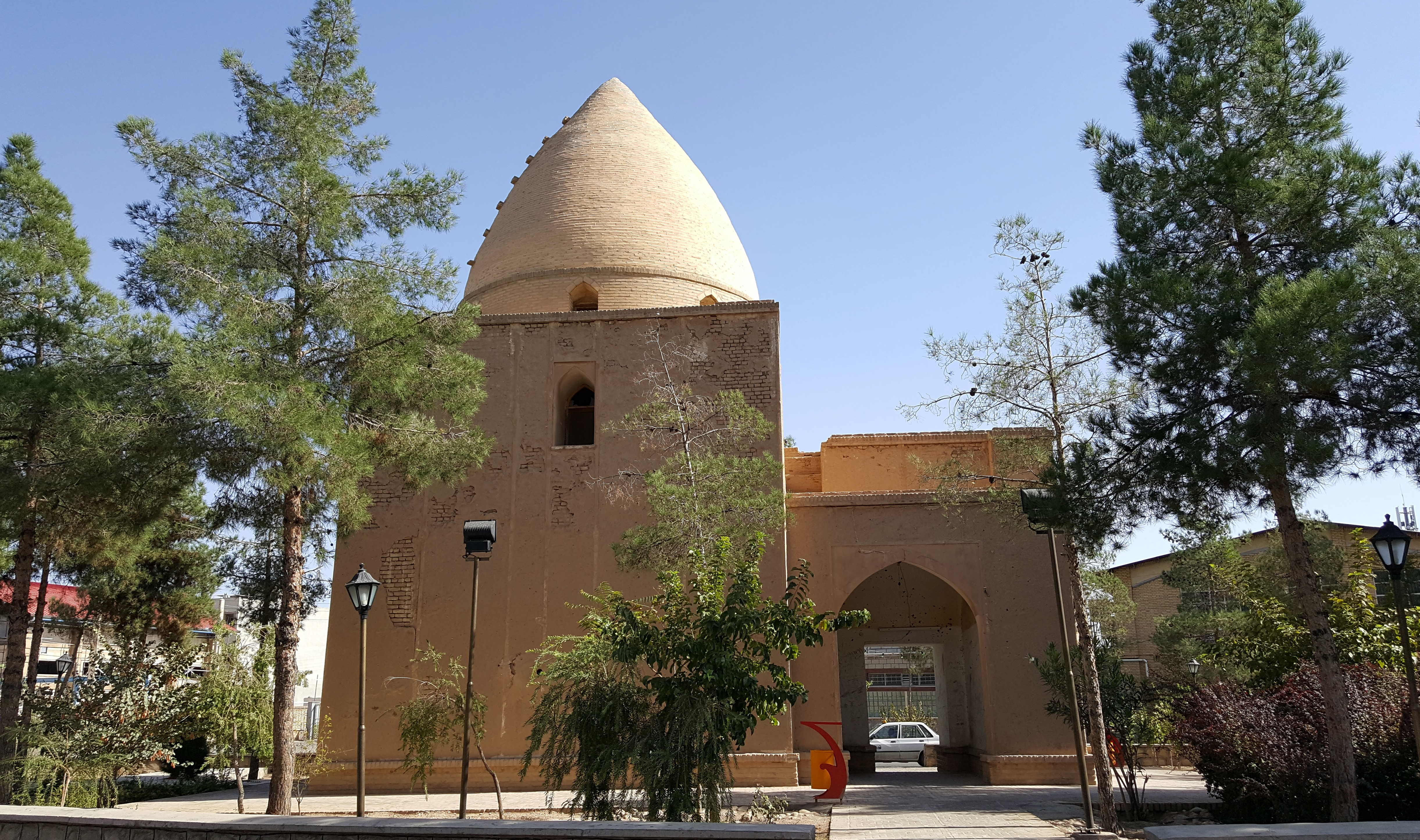
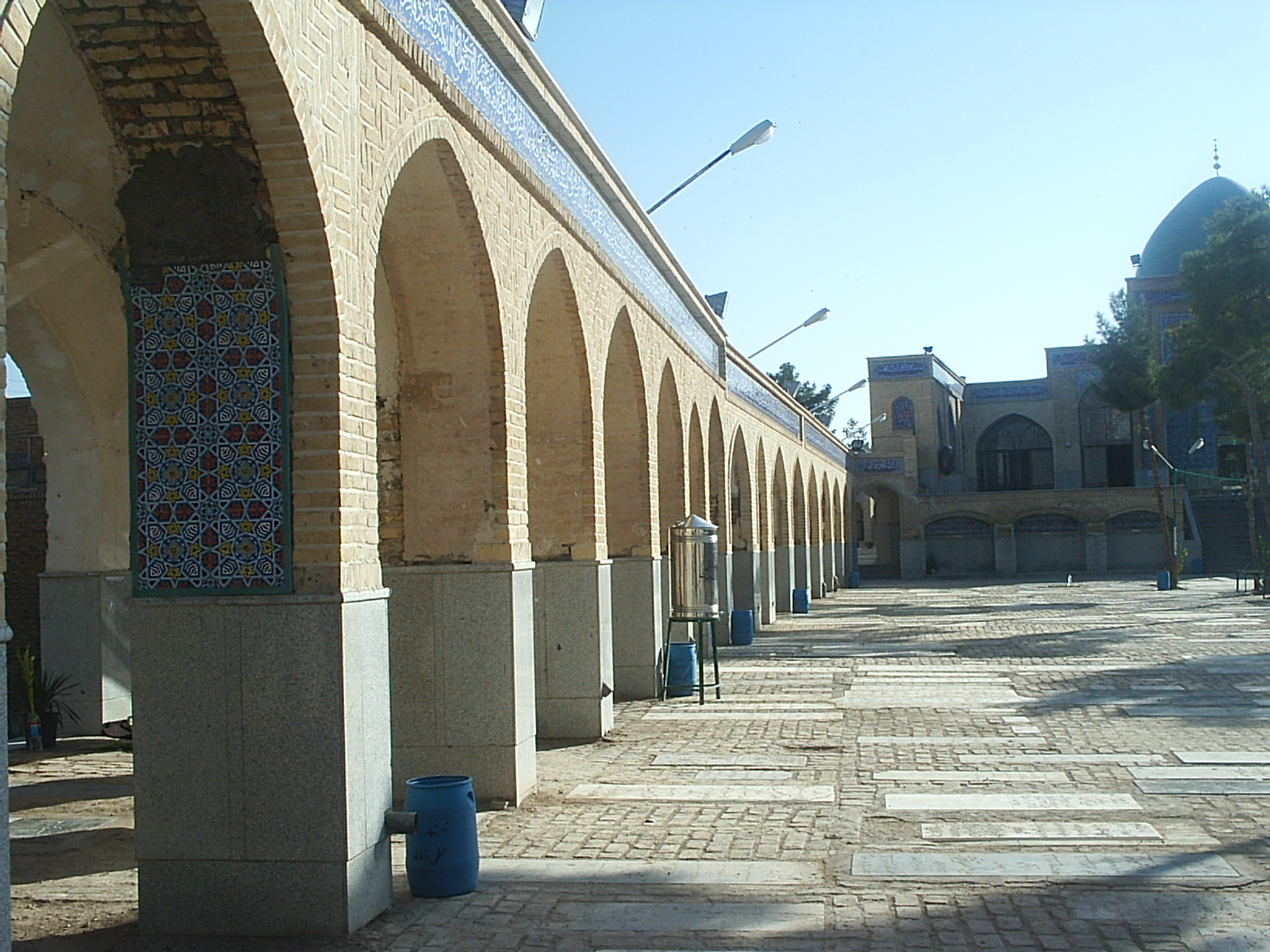
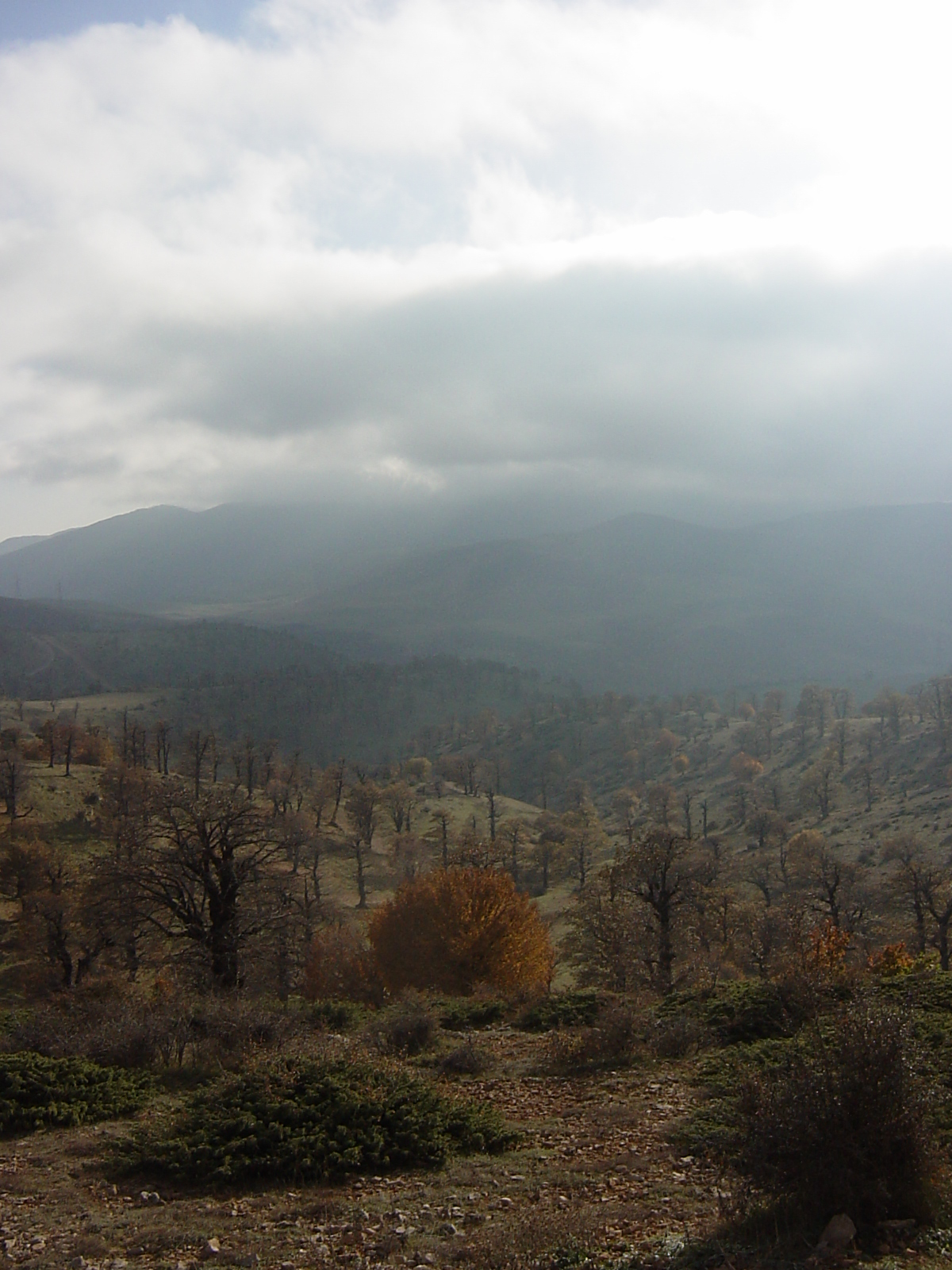
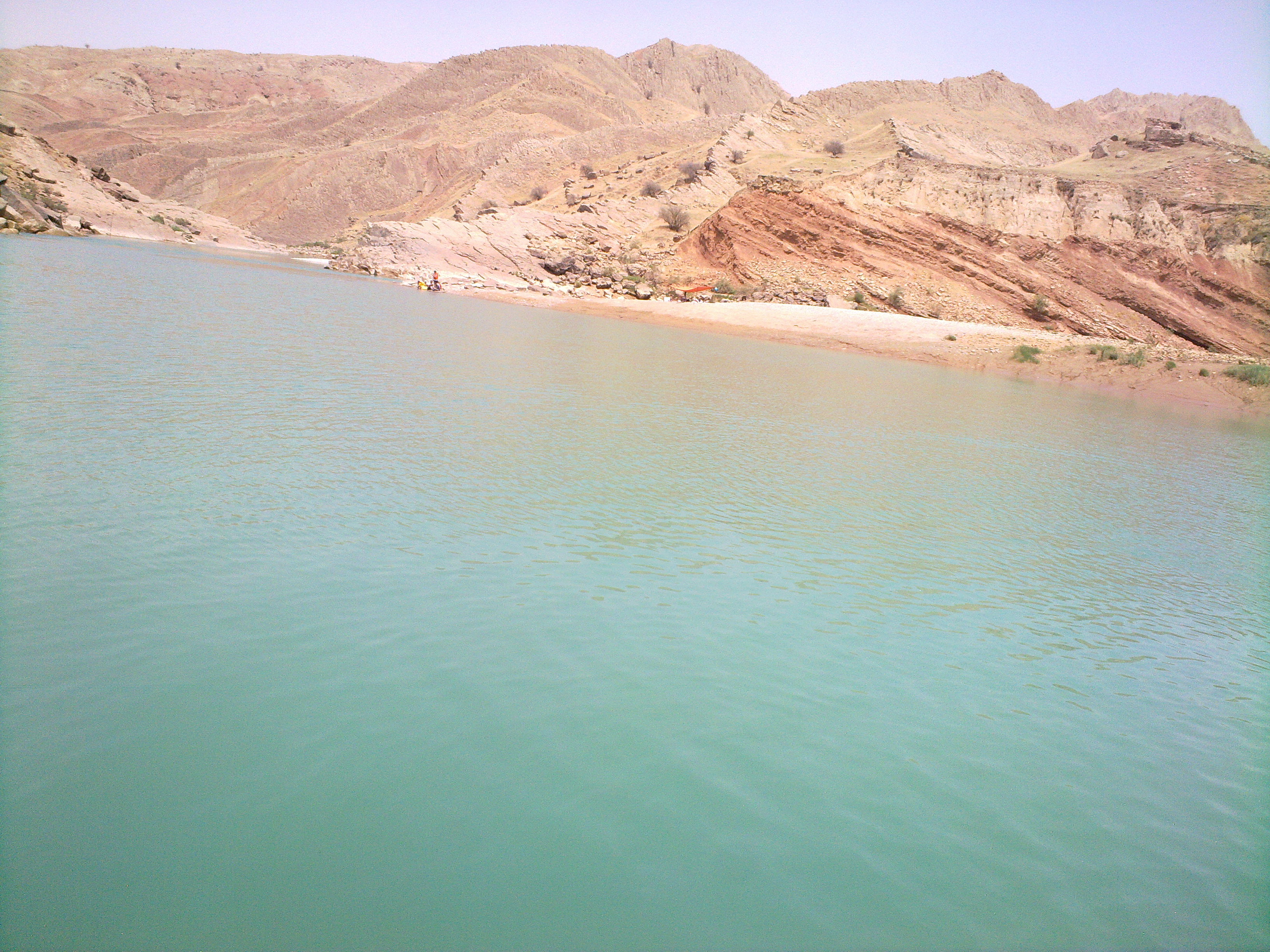
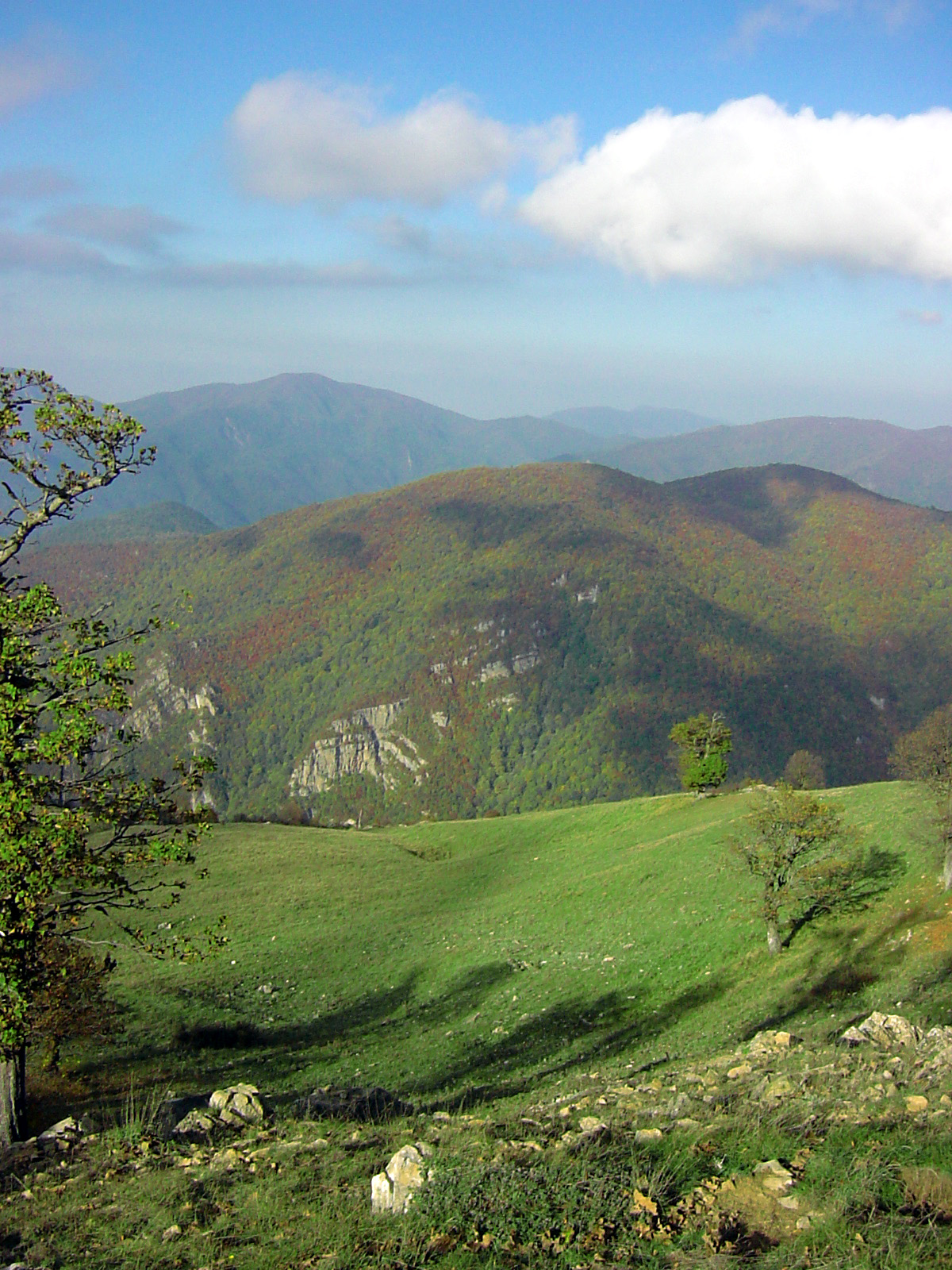
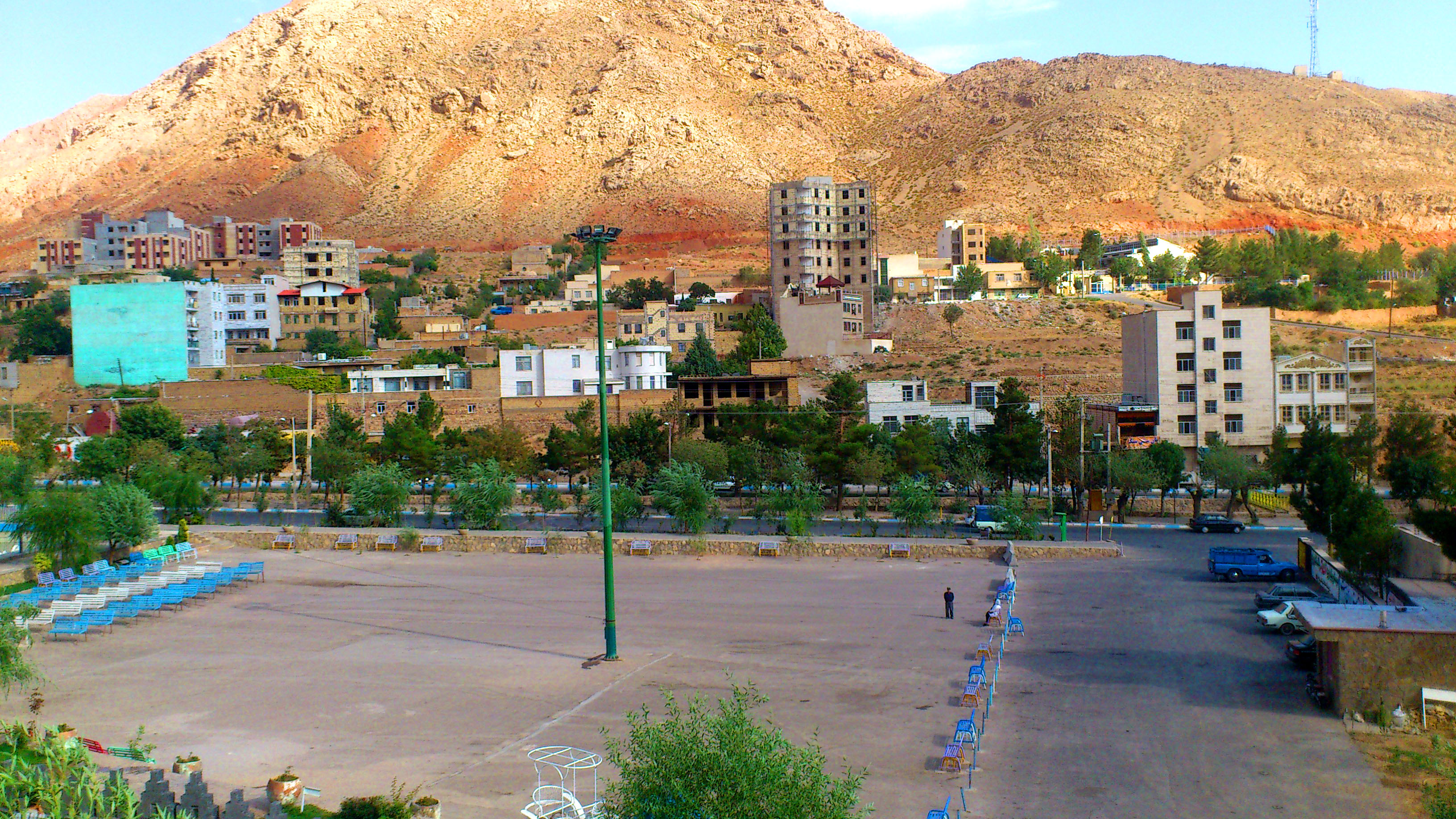
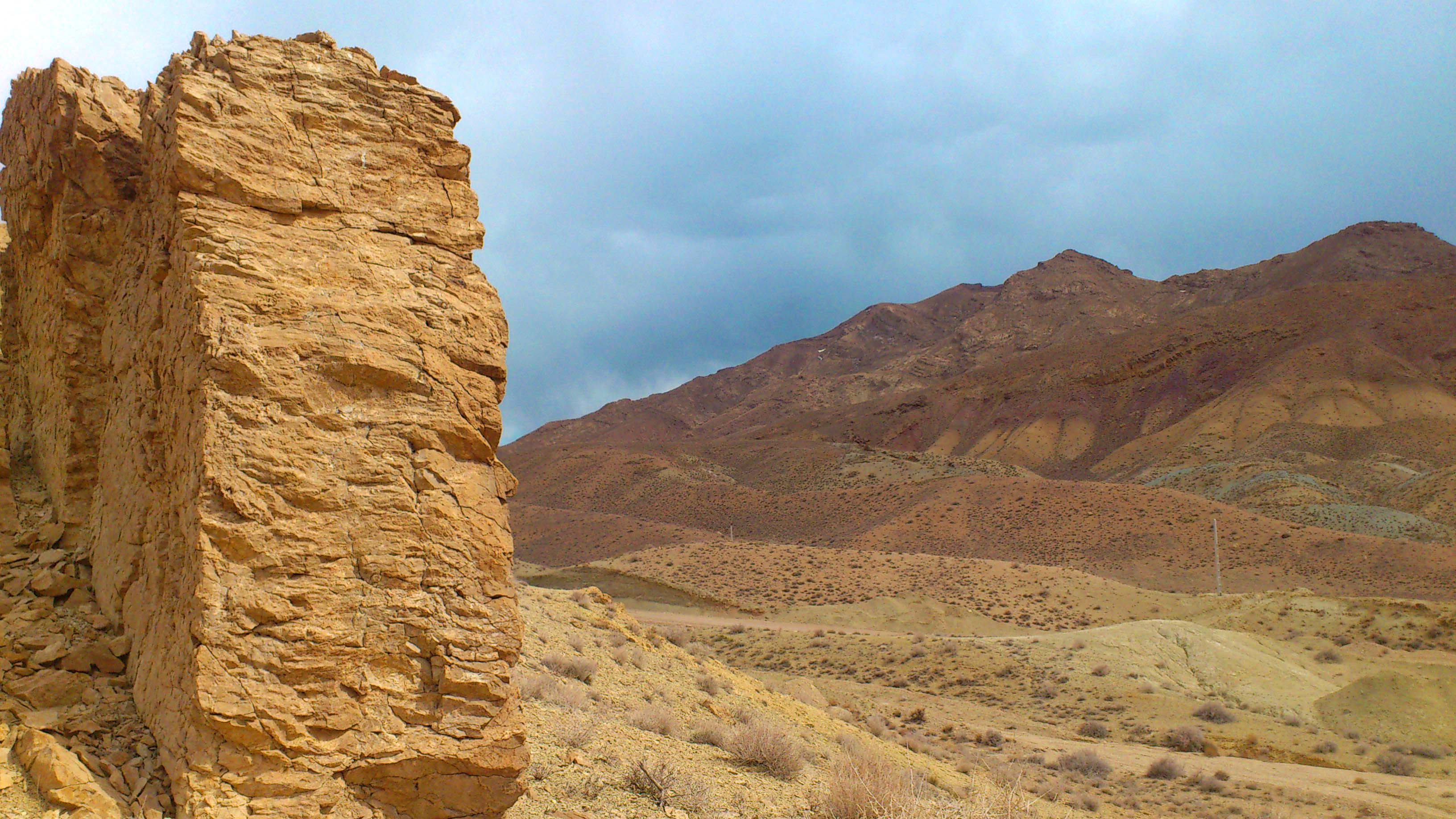
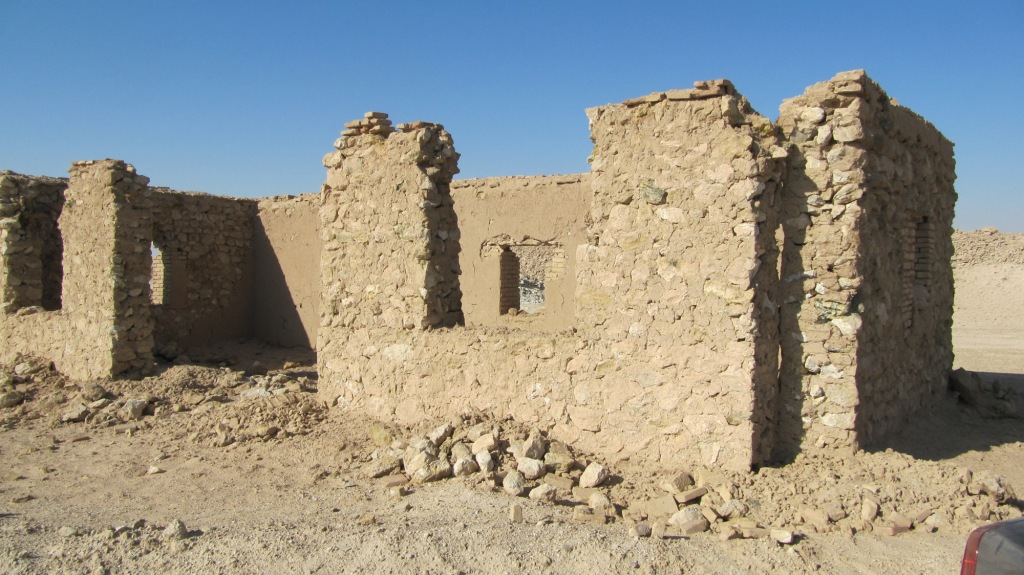

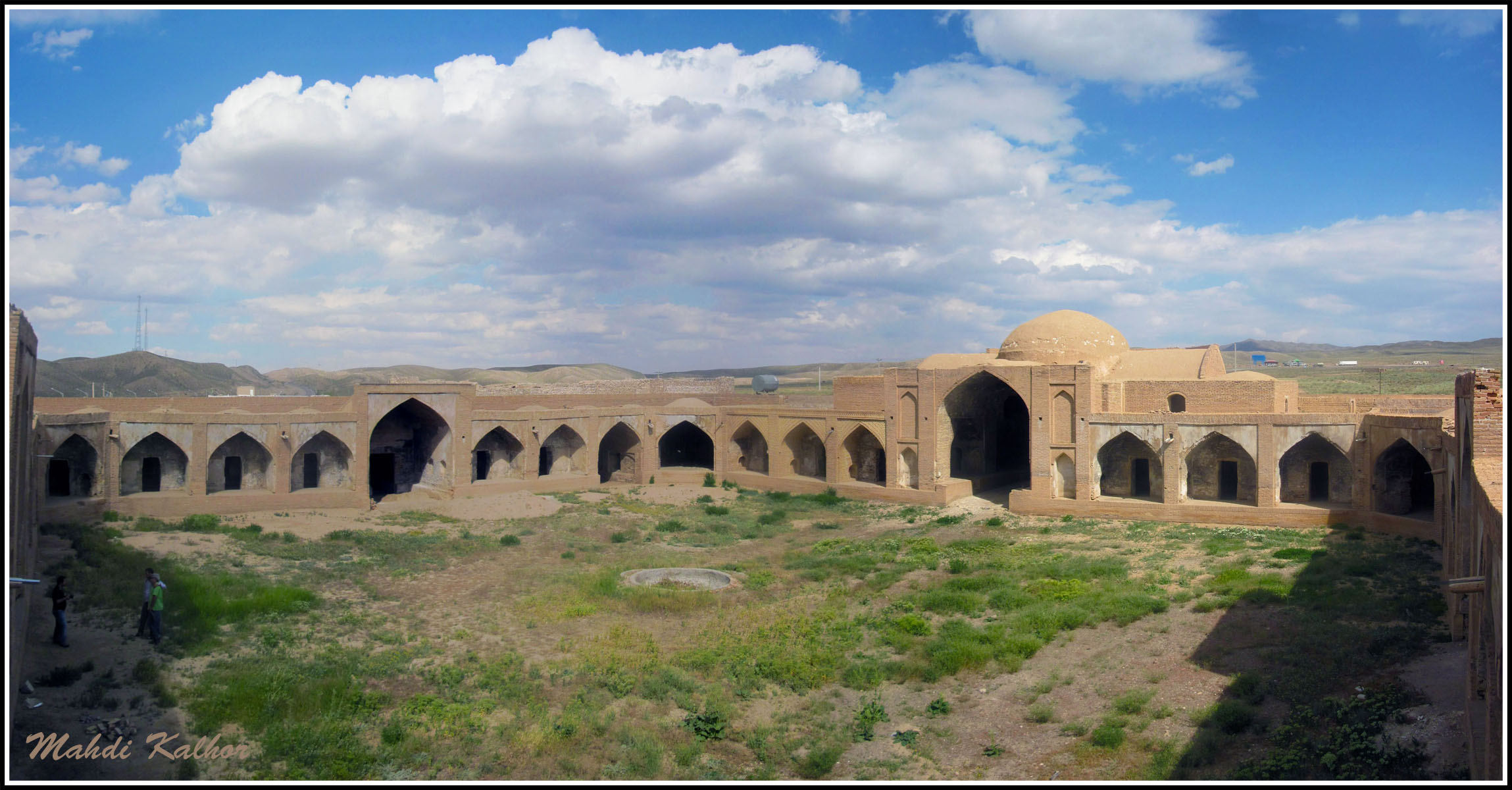
Shah Soleimani Caravanserai

## Nevezetességek
- Szarabeh erőd
- Sah mecset
- Dzsámi
- Minaret

## Felsőoktatási intézmények
- Szemnáni Egyetem Archiválva 2008. május 18-i dátummal a Wayback Machine-ben
- Szemnán Orvosi Egyetem
- Szemnán Orvosi Egyetem - Gasztrointesztinális Intézet
- Szemnáni Iszlám Azad Egyetem

## Külső hivatkozások
- Semnan.ir Archiválva 2021. január 30-i dátummal a Wayback Machine-ben